# Monodellidae
Famille
Les Monodellidae sont une famille de crustacés thermosbaenacés.

## Liste des genres
Selon World Register of Marine Species (19 juillet 2019) :
- Monodella Ruffo, 1949
- Tethysbaena Wagner, 1994

## Publication originale
- Taramelli, 1954 : La posizione sistemática dei Termosbenacei quale risulta dallo studio anatómico di Monodella argentarii Stella. Monitore Zoologico Italiano, vol. 62, no 1, p. 9-27.